# Le Petit Dinosaure : L'Invasion des Minisaurus
Pour les articles homonymes, voir Le Petit Dinosaure.
Série
Les Longs-Cous et le Cercle de lumière
(2003) Le Jour du grand envol
(2006)
Pour plus de détails, voir Fiche technique et Distribution.
Le Petit Dinosaure 11 : L'Invasion des Minisaurus ou Petit Pied, le dinosaure 11 : L'invasion des Petinosaures au Québec (The Land Before Time XI: Invasion of the Tinysauruses) est un film d'animation américain réalisé par Charles Grosvenor et sorti directement en vidéo en 2005. C'est le onzième film de la saga Le Petit Dinosaure.

## Synopsis
Les préparatifs pour célébré la Fête de l'arbre d'étoiles vont bons trains. Petit-Pied et tous les dinosaures de la Grande Vallée trépignent d'impatience. Ils se préparent à déguster les fleurs de l’arbre d’étoiles  qui ne fleurit que très rarement ,mets très rares et particulièrement appréciés. Petit-Pied, Céra, Becky, Petrie et Pointu rêvent de goûter ces plantes au parfum enivrant, mais ils doivent attendre le jour de la dégustation. Mais l'attente est insoutenable. Avant le jour J, n'écoutant que lui et malgré sa petite taille, Petit-Pied décide de s'aventurer seul près de l'arbre. Mais en tentant d'attraper une fleur et n’arrivant pas à atteindre ou à avaler cette fleur, il tombe dans l'arbre et provoque l'envol de toutes les étoiles en fleurs. Préférant cacher la vérité à tous les autres dinosaures, Petit Pied et ses amis partent à la recherche du voleur d’étoiles en fleurs. Le parfum enivrant des fleurs est dispersé à cause du vent  et les pétales attirent des créatures minuscules : les minisaurus...

## Fiche technique
- Titre original : The Land Before Time XI : Invasion of the Tinysauruses
- Titre français : Le Petit Dinosaure 11 : L'Invasion des Minisaurus
- Titre québécois : Petit-Pied, le dinosaure 11 : L'Invasion des Petinosaures
- Réalisateur : Charles Grosvenor
- Scénario : John Loy
- Musique : Michael Tavera et James Horner
- Production : Charles Grosvenor
- Sociétés de production : Universal Studio Homes Video et Universal Cartoon Studios
- Pays d'origine : États-Unis
- Format : Couleurs - 1,33:1 - Dolby Digital
- Genre : Animation
- Durée : 81 minutes
- Date de sortie :  États-Unis : 11 Janvier 2005 ;  France : 10 Octobre 2005

- Série de films : Le Petit Dinosaure

- Raconté par : John Ingle

- Bande originale : Michael Tavera, James Horner, Jerry Goldsmith

## Distribution

### Voix originales
- Aaron Spann : Littlefoot (Petit-Pied)
- Anndi McAfee : Cera / Longneck (Céra)
- Aria Curzon : Ducky (Becky)
- Jeff Bennett : Petrie (Pétrie)
- Rob Paulsen : Spike / Clubtail (Pointu)
- Leigh Kelly : Skitter (Mini-lui)
- Cree Summer : Lizzie / Bonehead
- Michael Clarke Duncan : Big Daddy (Big Papa)
- John Ingle : Narrator / Cera's Dad (le père de Céra et narrateur)
- Camryn Manheim : Tria (Tina)
- Kenneth Mars : Grandpa Longneck (Grand-père)
- Miriam Flynn : Grandma Longneck (Grand-mère)
- Tress MacNeille : Ducky's Mom / Petrie's Mom (mère de Becky et de Pétrie)
- Nika Futterman : Rocky
- Ashley Rose Orr : Dusty
- Frank Welker : Utharaptor

### Voix françaises
- Stéphanie Lafforgue : Petit-Pied
- Kelly Marot : Céra
- Caroline Combes : Becky, Dusty
- Roger Carel : Pétrie
- Patrice Schneider : Pétrie (chant)
- Patricia Legrand : Mini-lui, Lizzie
- Pascal Renwick : Big Papa
- Jacques Frantz : le père de Céra, le narrateur
- Pierre Baton : Grand-père
- Daniel Beretta : le père de Céra (chant), Grand-père (chant)
- Frédérique Tirmont : Tina, Grand-mère
- Claude Lombard : Tina (chant), Grand-mère (chant)
- Évelyne Grandjean : Mère de Becky
- Danièle Hazan : la mère de Pétrie
- Marie-Charlotte Leclaire : Rocky